# Leichtathletik-Weltmeisterschaften 2013/Teilnehmer (Spanien)
| Gelbes Symbol für Goldmedaillen mit stilisierten Olympischen Ringen | Graues Symbol für Silbermedaillen mit stilisierten Olympischen Ringen | Braundes Symbol für Bronzemedaillen mit stilisierten Olympischen Ringen |
| ------------------------------------------------------------------- | --------------------------------------------------------------------- | ----------------------------------------------------------------------- |
| —                                                                   | —                                                                     | 2                                                                       |

Der Leichtathletik-Verband Spaniens stellte 41 Teilnehmer bei den Leichtathletik-Weltmeisterschaften 2013 in der russischen Hauptstadt Moskau.

## Ergebnisse

### Männer

#### Laufdisziplinen
| Ángel David Rodríguez                                          | 100 m            | 10,23 s        | 25 | nicht qualifiziert | nicht qualifiziert | nicht qualifiziert | nicht qualifiziert |                    |                    |
| Bruno Hortelano                                                | 200 m            | 20,47 s NR     | 9  | 20,55 s            | 15                 | nicht qualifiziert | nicht qualifiziert |                    |                    |
| Sergio Ruiz                                                    | 200 m            | 20,88 s        | 30 | nicht qualifiziert | nicht qualifiziert | nicht qualifiziert | nicht qualifiziert |                    |                    |
| Kevin López                                                    | 800 m            | 1:46,48 min    | 13 | 1:52,93 min        | 22                 | nicht qualifiziert | nicht qualifiziert | nicht qualifiziert | nicht qualifiziert |
| Luis Alberto Marco                                             | 800 m            | 1:46,40 min    | 11 | 1:46,75 min        | 18                 | nicht qualifiziert | nicht qualifiziert |                    |                    |
| David Bustos                                                   | 1500 m           | 3:41,69 min    | 30 | nicht qualifiziert | nicht qualifiziert | nicht qualifiziert | nicht qualifiziert |                    |                    |
| Aelemayehu Bezabeh                                             | 5000 m           | 13:34,68 min   | 21 |                    |                    | nicht qualifiziert | nicht qualifiziert |                    |                    |
| Sergio Sánchez                                                 | 5000 m           | 13:52,05 min   | 26 |                    |                    | nicht qualifiziert | nicht qualifiziert |                    |                    |
| Javier Guerra                                                  | Marathon         |                |    |                    |                    | 2:14:33 h          | 15                 |                    |                    |
| Ayad Lamdassem                                                 | Marathon         |                |    |                    |                    | DNF                | DNF                |                    |                    |
| Sebastián Martos                                               | 3000 m Hindernis | 8:32,63 min    | 25 |                    |                    | nicht qualifiziert | nicht qualifiziert |                    |                    |
| Abdelaziz Merzougui                                            | 3000 m Hindernis | 8:33,32 min    | 26 |                    |                    | nicht qualifiziert | nicht qualifiziert |                    |                    |
| Ángel Mullera                                                  | 3000 m Hindernis | 8:19,26 min SB | 4  |                    |                    | 8:20,93 min        | 11                 |                    |                    |
| Francisco Arcilla                                              | 20 km Gehen      |                |    |                    |                    | 1:29:38 h          | 44                 |                    |                    |
| Miguel Ángel López                                             | 20 km Gehen      |                |    |                    |                    | 1:21:21 h SB       | Bronze             |                    |                    |
| Álvaro Martín                                                  | 20 km Gehen      |                |    |                    |                    | 1:25:12 h          | 24                 |                    |                    |
| José Ignacio Díaz                                              | 50 km Gehen      |                |    |                    |                    | 3:58:26 h          | 34                 |                    |                    |
| Jesús Ángel García                                             | 50 km Gehen      |                |    |                    |                    | 3:46:44 h          | 12                 |                    |                    |
| Claudio Villanueva                                             | 50 km Gehen      |                |    |                    |                    | 3:50:29 h          | 18                 |                    |                    |
| Bruno Hortelano Ángel David Rodríguez Sergio Ruiz Eduard Viles | 4 × 100          | 38,46 s NR     | 9  |                    |                    | nicht qualifiziert | nicht qualifiziert |                    |                    |
| Roberto Briones Samuel García Mark Ujakpor Pau Fradera         | 4 × 400          | 3:04,07 min SB | 16 |                    |                    | nicht qualifiziert | nicht qualifiziert |                    |                    |

#### Sprung/Wurf
| Athlet          | Disziplin      | Qualifikation | Qualifikation | Finale             | Finale             |
| Athlet          | Disziplin      | Weite/Höhe    | Platz         | Weite/Höhe         | Platz              |
| --------------- | -------------- | ------------- | ------------- | ------------------ | ------------------ |
| Eusebio Cáceres | Weitsprung     | 8,25 m        | 1             | 8,26 m             | 4                  |
| Igor Bychkov    | Stabhochsprung | NM            | NM            | –––                | –––                |
| Borja Vivas     | Kugelstoßen    | 18,97 m       | 23            | nicht qualifiziert | nicht qualifiziert |
| Frank Casañas   | Diskuswurf     | 63,17 m       | 8             | 62,89 m            | 9                  |
| Mario Pestano   | Diskuswurf     | 62,80 m       | 10            | 61,88 m            | 12                 |
| Borja Vivas     | Hammerwurf     | 70,79 m       | 25            | nicht qualifiziert | nicht qualifiziert |

### Frauen

#### Laufdisziplinen
| Athletin           | Disziplin        | Vorlauf        | Vorlauf | Halbfinale  | Halbfinale | Finale             | Finale             |
| Athletin           | Disziplin        | Zeit           | Platz   | Zeit        | Platz      | Zeit               | Platz              |
| ------------------ | ---------------- | -------------- | ------- | ----------- | ---------- | ------------------ | ------------------ |
| Aauri Bokesa       | 400 m            | 52,44 s        | 25      | 51,94 s     | 17         | nicht qualifiziert | nicht qualifiziert |
| Natalia Rodríguez  | 1500 m           | 4:08,44 min    | 15      | 4:09,18 min | 20         | nicht qualifiziert | nicht qualifiziert |
| Dolores Checa      | 5000 m           | 15:43,73 min   | 12      |             |            | 15:30,42 min       | 10                 |
| Alessandra Aguilar | Marathon         |                |         |             |            | 2:32:38 h          | 5                  |
| Diana Martín       | 3000 m Hindernis | 9:39,22 min SB | 12      |             |            | 9:38,30 min SB     | 11                 |
| Lorena Luaces      | 20 km Gehen      |                |         |             |            | 1:31:43 h SB       | 18                 |
| Beatriz Pascual    | 20 km Gehen      |                |         |             |            | 1:29:00 h SB       | 6                  |
| Júlia Takács       | 20 km Gehen      |                |         |             |            | 1:29:25 h          | 9                  |

#### Sprung/Wurf
| Athletin    | Disziplin   | Qualifikation | Qualifikation | Finale             | Finale             |
| Athletin    | Disziplin   | Weite/Höhe    | Platz         | Weite/Höhe         | Platz              |
| ----------- | ----------- | ------------- | ------------- | ------------------ | ------------------ |
| Ruth Beitia | Hochsprung  | 1,92 m        | 1             | 1,97 m             | Bronze             |
| Úrsula Ruiz | Kugelstoßen | 17,14 m       | 23            | nicht qualifiziert | nicht qualifiziert |